# 拜罗伊特县
拜罗伊特县（Landkreis Bayreuth）是德国巴伐利亚州的一个县，隶属于上弗兰肯行政区，首府拜罗伊特。

## 華語譯名
由於兩岸對於德國行政區「Landkreis」翻譯的不同，台灣譯為「拜律特郡」；中國大陸譯為「拜罗伊特县」。

## 地理
拜罗伊特县西北面与利希腾费尔斯县，北面与库尔姆巴赫县和霍夫县，东面与文西德尔县和蒂申罗伊特县，南面与瓦尔德纳布河畔诺伊施塔特县、安贝格-苏尔茨巴赫县和纽伦堡县，西面与福希海姆县和班贝格县相邻。